# Honky Tonk Rebels
Honky Tonk Rebels är ett studioalbum från 2014 av Lasse Stefanz. Det utgavs den 18 juni 2014, och lyckades med att toppa den svenska albumlistan.

## Låtlista
1. Var rädd om kärleken
2. Länge leve honky tonk
3. Jag skulle ge vad som helst
4. Om jag gick på vatten
5. Vem vet
6. Brevet från kolonien (duett med Jack Vreeswijk)
7. Baton rouge
8. Om jag kommer om natten
9. Jag är standad på Jamaica
10. Älska glömma och förlåta
11. Reckless Heart
12. Don't Mess with my Toot-Toot
13. Ensam och svag
14. När mitt hjärta slutat slå

## Listplaceringar
| Lista (2014) | Topplacering |
| ------------ | ------------ |
| Norge        | 5            |
| Sverige      | 1            |

### Fotnoter
1. ↑  ”Honky Tonk Rebels”. Ginza. 26 februari 2014. Arkiverad från originalet den 12 juli 2014. https://web.archive.org/web/20140712152558/http://www.ginza.se/product/lasse-stefanz/honky-tonk-rebels-2014/445555/. Läst 25 juli 2014.
2. ↑  ”Honky Tonk Rebels”. Norwegiancharts. Arkiverad från originalet den 27 juli 2014. https://web.archive.org/web/20140727223646/http://norwegiancharts.com/showitem.asp?interpret=Lasse%20Stefanz&titel=Honky%20Tonk%20Rebels&cat=a. Läst 25 juli 2014.
3. ↑  ”Honky Tonk Rebels”. Swedishcharts. http://swedishcharts.com/showitem.asp?interpret=Lasse+Stefanz&titel=Honky+Tonk+Rebels&cat=a. Läst 25 juli 2014.